# Norman Alden
Norman Alden (nacido Norman Adelberg) (13 de septiembre de 1924, Fort Worth, Texas, Estados Unidos-27 de julio de 2012, Los Ángeles, California, Estados Unidos) fue un actor estadounidense que se ha presentado en programas de televisión y películas desde su primera aparición en The 20th Century Fox Hour en 1957. Él proporcionó la voz de Kay en la película The Sword in the Stone de 1963 y recibió un Oscar por su papel en I Never Promised You a Rose Garden. Su carrera como actor comenzó en 1957 y duró casi 50 años, hasta que finalmente se retiró en 2006 a la edad de 82 años.

## Biografía
Alden nació en Fort Worth, Texas. Sirvió en el ejército durante la Segunda Guerra Mundial y regresó a Fort Worth para asistir a la Universidad Cristiana de Texas en el GI Bill. Parte de su capacidad de actuación se desarrolló al mismo tiempo en TCU con la participación en el campus de teatro. Él retrató al entrenador Leroy Fedder en la serie de televisión Mary Hartman, Mary Hartman de la década de 1970, también a Johnny Ringo en la película western de 1955, The Life and Legend of Wyatt Earp.
En 1966 participó en los episodios 25 y 26 de Batman, en el papel de uno de los integrantes de la banda del criminal llamado Guasón.
Alden murió el 27 de julio de 2012, en su casa de Los Ángeles, California.